# سیریز

## سیریز
یکی از قدیمی ترین روستاهای تابعه بخش یزدان آباد استان کرمان منطقه سیریز است که از سال 1398 به شهر تبدیل شد. 
شهر سیریز از نظر آثار و ابنیه تاریخی در شهرستان زرند سرآمد بود و به همین لحاظ مورد توجه میراث فرهنگی استان قرار گرفته است. 
شهر سیریز در شمال غربی بخش یزدان آباد  درهمسایگی بافق استان یزد قرار گرفته و قسمتی از نوار مرزی استان کرمان با استان یزد را شامل می شود.
این شهر یکی از قطب های صنعتی و کشاورزی استان کرمان به شمار می رود و دارای آب و هوای گرم و خشک است. شهر سیریز براساس سرشماری مرکز آمار ایران در سال ۱۳۸۵، جمعیت آن ۴۷۹۲ نفر (۱۱۶۷ خانوار) بوده‌است. فاصله شهر سیریز تا مرکزبخش یزدان آباد30 و تا مرکز استان کرمان 150 کیلومتر است. وجه تمایز شهر سیریز با دیگر شهر‌های استان کرمان منطقه جغرافیایی بسیار مناسب، داشتن معدن سنگ آهن و کارخانه کنسانتره است. از مکان‌های مذهبی این شهر می‌توان به آرامگاه امام زاده جعفر(ع) و مقبره سید پیرمراد نام برد.

## تاریخچه
به روایت سینه به سینه، قدمت سیریز به بیش از ششصد سال قبل می رسد. در سیریز قلاع زیادی وجود داشته که آثار بجامانده آنها نمایانگر قدمت تاریخی روستای مذکور است. قلعه های (آبشوری) قلعه (سیریز) و قلعه (دهنو) که به سردر دهنو معروف است از قلاع معروف سیریز بوده اند. آرامگاه امام زاده جعفر (ع) که از منسوبین ائمه اطهار می باشد در سیریز می باشد. آرامگاه مذکور یکی از اماکن قابل احترام در بین اهالی آن منطقه است که چندین مرتبه توسط افراد خیر بازسازی قرار گرفته است.

## وجه تسمیه سیریز
وجه تسمیه شهر سیریز را به دو مورد نقل می کنند: نخست وجود چشمه آب قدیمی که در حال حاضر هم موجود و آب مختصری در آن جریان دارد و عبور آن از سی پله یا آب ریز که پس از رسیدن به پله آخر که سیمین پله باشد به آن سی ریز می گفتند. مورد بعد دامدارانی که در ایام قدیم در منطقه بسر می بردند برای نگهداری از احشام خود محلهای مخصوص که به گویش محلی به ریز معروف بوده، تعداد سی ریز ساخته اند که به مرور زمان تا به امروز سی ریز گفته می شود

## معرفی کلی
شهر سیریز از 6 منطقه ی سیریز، فتح آباد، دهخواجه، ده بالا، دهنوئیه و موروئیه تشکیل شده است. سیریز به دلیل داشتن منابع غنی معدنی سنگ آهن یکی از صنعتی‌ترین شهرهای استان است که این باعث افزایش روزافزون جمعیت در این شهر شده‌است. از محصولات مهم کشاورزی این شهر پسته است.

## آب وهوا و اقلیم
آب و هوای شهر سیریز نیمه کویری است و تابستان‌های نسبتاً گرم و زمستان‌های سردی دارد در کوهستان‌ها آب و هوایی معتدل در تابستان و سرد در زمستان دارد. میانگین بارش در شهر سیریز50 میلی‌متر است و بیشترین میزان بارش در شهریورماه سال 1401 با80 میلی‌متر است. متأسفانه این روزها به دلیل استفاده بی رویه از آبهای زیرزمینی و حفر چاه های بیشمار شاهد کاهش سطح آبهای زیر زمینی در این شهر هستیم.

## ویژگی‌های جغرافیایی
شهر سیریز در شمال استان کرمان و در جنوب کمی مایل به شرق ایران است. شهر سیریز با استان یزد و شهرستان بافق و نیز با شهرهای زرند، کوهبنان، نوق رفسنجان همسایه است. سیریز با مرکز استان 160 کیلومتر، با شهرستان زرند 75 کیلومتر، با شهر کوهبنان  ۹۰ کیلومتر، با شهرستان بافق 85 کیلومتر و با شهر نوق رفسنجان 70 کیلومتر فاصله دارد. 

## گسل‌ها
شهر سیریز در نزدیکی گسل های کوهبنان، زرند، جرجافک، و داوران قرار دارد و در سالهای گذشته شاهد زلزله های متعدد و خوشبختانه بدون خسارت بوده است. 

## فضای سبز شهری
در هر منطقه از شهر سیریز 1 پارک دارای فضای سبز شهری وجود دارد. که مجموعاً 7 پارک می باشند. و در چندسال اخیر شهرداری اقدام به توسعه فضای سبز در سرتاسر این شهر کرده است.

## صنایع
این شهر با داشتن معدن سنگ آهن و کارخانه کنسانتره چهره یک شهر صنعتی را به خود گرفته‌است.  و همچین با وجود یک مرکز دوخت فعال و دریافت سفارشات حتی خارج از شهر سیریز، امکان اشتغال چند تن از بانوان شهر سیریز فراهم گردیده است.

## کتاب فرهنگ مردم سیریز
کتاب”فرهنگ مردم سیریز”مجموعه ای نفیس و ارزشمند از فرهنگ، ادبیات و تاریخ شفاهی مردم روستای سیریز می باشد که در حجم ۳۲۰ صفحه به قلم آقای نادعلی فلاح از نویسندگان باتجربه در زمینه مونوگرافی و حوزه فولکلور نگاشته شده و همچنین با هزینه شخص ایشان توسط انتشارات نیوشه (شهرکرد) با تیراژ ۱۰۰۰ نسخه چاپ گردیده است. نویسنده حدود ۲۰ سال پیش در سیریز به عنوان معلم ادبیات مشغول به خدمت بوده و کتاب حاضر مجموعه دست نوشته های ایشان در مورد سیریز و مردمان آن در زمان مذکور است که بعدها به مرور مورد اصلاح و بازبینی قرار گرفته است. نگارنده برای تکمیل این اثر تحقیقی بی نظیر چندین باز از موطن خود در شمال(آمل) به سیریز مسافرت کرده و از طریق منابع کاملا دست اول بر اساس روش مشاهده و مصاحبه پژوهش خود را انجام داده است.کتاب مذکور به طور کلی به مردم مهمان نواز سیریز و به طور خاص به مادر مهربان حاج خانم مدینه عباس زاده همسر مرحوم حاج علی جان تقدیم گردیده که نگارنده در منزل ایشان سکونت داشته است.
کتاب مذکور پس از یک مقدمه شیرین و جذاب در مورد نحوه آشنایی نویسنده با سیریز به ترتیب به موضوعات زیر می پردازد: جغرافیای سیریز و وضعیت اقلیمی آن(شامل آثار تاریخی مانند قلعه دختر، خانه ثلثی و امامزاده جعفر)، سنتها و آیینها(شامل بازیهای محلی،غذاهای سیریزی،داروهای گیاهی، رسوم محلی)، باورها و اعتقادات مذهبی و سنتی و غیره.ادبیات شفاهی سیریز شامل چاربیتوهای اصیل سیریزی از غنی ترین و بی مثال ترین بخش های این کتاب محسوب می شود. افسانه های سیریزی، ضرب المثل ها و واژه های بومی با لهجه و تلفظ محلی که شاید بسیاری از آنها به بوته فراموشی سپرده شده است از بخشهای پایانی این کتاب جذاب، خواندنی و ماندگار است. امید است این کتاب در جهت ماندگاری فرهنگ و سنتهای اصیل سیریز در اذهان نسلهای حاضر و آینده و در جهت اعتلای فرهنگ مردم منطقه موثر و مفید واقع شود.

## مناطق دیدنی و تاریخی
لازم است ذکر شود بیشتر آثار تاریخی شهر بر اثر بلایای طبیعی از جمله زلزله و سیل از بین رفته‌اند. 
- عمارت آقا میرزا محمود
- حسینیه قلعه
- عمارت بحری
- آب انبار بی بی
- عمارت ارجمند
- آستان مقدس امامزاده جعفر (ع)
- منطقه گردشگری همسیچ
- قلعه دختر
- و...

## سوغات
از سوغات و خوراکی‌های محلی سیریز می‌توان به بزقرمه، چلوگوشت، پسته، قاووت، کماچ، کماچ سهن، کلمپه، روغن جوشی اشاره کرد.

## امکانات ورزشی
سیریز دارای 1 زمین چمن مصنوعی متعلق به شهرداری سیریز می باشد.